# Нагретдіново
Нагретді́ново (рос. Нагретдиново, башк. Нәһретдин) — присілок у складі Караідельського району Башкортостану, Росія. Входить до складу Підлубовської сільської ради.
Населення — 155 осіб (2010; 172 у 2002).
Національний склад:
- татари — 52 %
- башкири — 46 %